# Bibliotheek van Celsus
De Bibliotheek van Celsus is een Romeins mausoleum en bibliotheek in de antieke Grieks-Romeinse stad Efeze in Klein-Azië, het huidige Turkije.

## Mausoleum voor Celsus Polemaenus
De bibliotheek is tussen 114 en 125 n. Chr. gebouwd in opdracht van Tiberius Julius Aquila ter ere van zijn overleden vader Tiberius Julius Celsus Polemaenus, die de Romeinse gouverneur was van de provincie Asia. Celsus werd begraven in een marmeren sarcofaag in de grafkamer onder de bibliotheek.

## De bibliotheek
De leeszaal was bekleed met marmer en in de nissen in de muren werden ongeveer 12.000 perkamentrollen bewaard. De muren werden dubbel gebouwd om de kwetsbare rollen te beschermen tegen vocht. De voorgevel van de bibliotheek was op het oosten gericht zodat de lezers optimaal gebruik konden maken van het ochtendlicht. De bibliotheek had aan de binnenzijde drie verdiepingen, waar de rollen door galerijen te bereiken waren.

In nissen in de voorgevel staan vier grote vrouwelijke beelden die de deugden die Celsus nastreefde uitbeelden; Sophia (wijsheid), Aretē (deugd), Ennoia (verstand) en Epistēmē (kennis).

## Het gebouw
De bibliotheek is ongeveer 23 meter lang en 17 meter diep. Om het gebouw een imposanter uiterlijk te geven is aan de voorzijde een trap met 9 treden gebouwd. Bovenaan de trap zijn drie deuren die toegang geven tot de binnenruimte die een afmeting heeft van ongeveer 17 bij 11 meter.
Waarschijnlijk is de bibliotheek bij een brand na een aardbeving aan het eind van de 3e eeuw ingestort en niet meer herbouwd. De façade bleef wel overeind staan en werd na de instorting gebruikt als achterwand van een fontein. Deze fontein werd versierd met reliëfs die de keizers Marcus Aurelius en Lucius Verus in hun strijd tegen de Parthen voorstellen.

## De gevel
In tegenstelling tot de binnenruimte heeft de gevel maar twee verdiepingen. Boven de drie grote deuren bevinden zich drie vensteropeningen. De gevel is rijkelijk versierd met zuilen en reliëfs.
De gevel is tussen 1970 en 1978 grondig gerestaureerd.
De zuilen zijn gevuld met ijzeren staven om zo eventuele aardbevingen te kunnen weerstaan. Nadat de restauratie was afgerond werd het gebouw weer opengesteld voor publiek. Het is nu een van de mooiste en bekendste gebouwen die zijn overgebleven uit de oude Grieks-Romeinse tijd.